# فيات ريتمو
فيات ريتمو (بالإنجليزية: Fiat Ritmo)‏ هي سيارة من تصنيع شركة فيات.